# Denís Kuptsov
Denís Vitalievich Kuptsov  (ruso: Денис Витальевич Купцов) nacido el 3 de febrero de 1970 en Leningrado, URSS, actual San Petersburgo. Es baterista, compositor y uno de los fundadores del grupo Spitfire.

## Biografía
Nacido el 3 de febrero de 1970 en Leningrado. A los diez años de edad, Denís tenía una gran pasión por la música, escuchaba a los Beatles y a los Rolling Stones en el radiograma Riga.
En 1985 entró a la escuela de artes Serov, donde se acrecentó su gusto por la música y obtuvo una beca.
En 1987 Kuptsov se reunió con el guitarrista Aleksandrom Ryabokoni, el cual estaba lleno de ideas musicales interesantes. Luego Denis comenzó a aprender a tocar la batería.
En el año 1988 Kuptsov y Ryabokon crean el grupo musical The Swindlers (“Los Timadores”) con canciones en inglés en el estilo de neo-rockabilly, punk rock y psychobilly.
El concierto debut del nuevo grupo se realizó en Leningrado en 1989. A continuación realizaron la primera presentación en la televisión soviética, en el programa Pop Antena. A finales de ese año la banda salió de la unión soviética, se trasladaron a Dinamarca, era la primera vez que el grupo tenía que dar conciertos en plazas y calles de la ciudad.
Por el año 1992 el grupo musical se separa (los intereses de los músicos apuntaban a diferentes horizontes) y luego Kuptsov se reunió con el bajista Igorem Akulininim apodado Popugay que, a su vez, trajo al joven guitarrista Konstantin Limonov. Poco después Denis dio un concierto con Akulininim y Limonov, luego dejó Dinamarca y volvió a la Federación Rusa. En 1993 Kuptsov, Akulininim y Limonov crearon un grupo con un estilo garaje y rockabilly. Así nació el grupo musical Spitfire (nombre propuesto por Limonov). En ese mismo año, en paralelo a las actividades de Spitfire, participó en otra banda de San Petersburgo Stunnin ‘Jivesweets, donde se reunió con Grigori Zontov, Andrei Kuraev y Alexey Kanev (futuros miembros de Spitfire).
Denís comenzó a componer textos en inglés para futuras canciones de Spitfire. Así, en el periodo de 1992-1994, fueron escritas las canciones “Night flying”, “Simply can’t get up”, “Freaking businessman”, “Swamp lake”, “I wanna see you”, etc. A partir de ese momento Denís ha escrito muchas canciones que se encuentran en los álbumes de Spitfire. Denís Kuptsov, además de actividades musicales realiza dibujos. Sus dibujos se han publicado en los dos primeros álbumes de Spitfire, así como en numerosos carteles de The Swindlers, Stunnin’ Jivesweets, Spitfire, etc.
También conocido como DJ Messer. En repertorio DJ’ ya Kuptsov incluye canciones de estilos rock, latina, brasilera, jamaiquina, funk, hip-hop, punk, soul, mad, rockabilly y jazz.
Desde el año 2002 forma parte de la banda Leningrad como baterista.
Desde el 2003 participa en el proyecto de música creativa "Optimystica Orchestra" de Evgeny Fedorov ("Tequilajazz").
En otoño de 2009, Denis dejó la banda Spitfire

## Enlaces
- Sitio web de Spitfire
- Antiguo sitio web de Leningrad
- Sitio oficial en Myspace
- Sitio oficial en Myspace

- Datos: Q4247632